# Università di El Salvador
L'Università di El Salvador (in spagnolo  Universidad de El Salvador) è l'università più grande e più antica dello stato di El Salvador, e l'unica università pubblica del paese. Il campus principale, la Ciudad Universitaria, è situato nella capitale del paese, San Salvador e vi sono sedi distaccate nelle città di Santa Ana, San Miguel, San Vicente e Chalatenango.

## Facoltà
Le principali facoltà sono le seguenti:

### Campus di San Salvador
- Facoltà di Agronomia
- Facoltà di Scienze Economiche
- Facoltà di Scienze ed Umanistica
- Facoltà di Scienze Naturali e Matematiche
- Facoltà di Ingegneria ed Architettura
- Facoltà di Giurisprudenza e Scienze Sociali
- Facoltà di Medicina
- Facoltà di Odontologia
- Facoltà di Chimica e Farmacia

### Sedi distaccate
- Facoltà Multidisciplinare dell'Ovest (Santa Ana)
- Facoltà Multidisciplinare dell'Est (San Miguel)
- Facoltà Multidisciplinare del Centro (San Vicente)
- Facoltà Multidisciplinare del Nord (Chalatenango)